# صحن

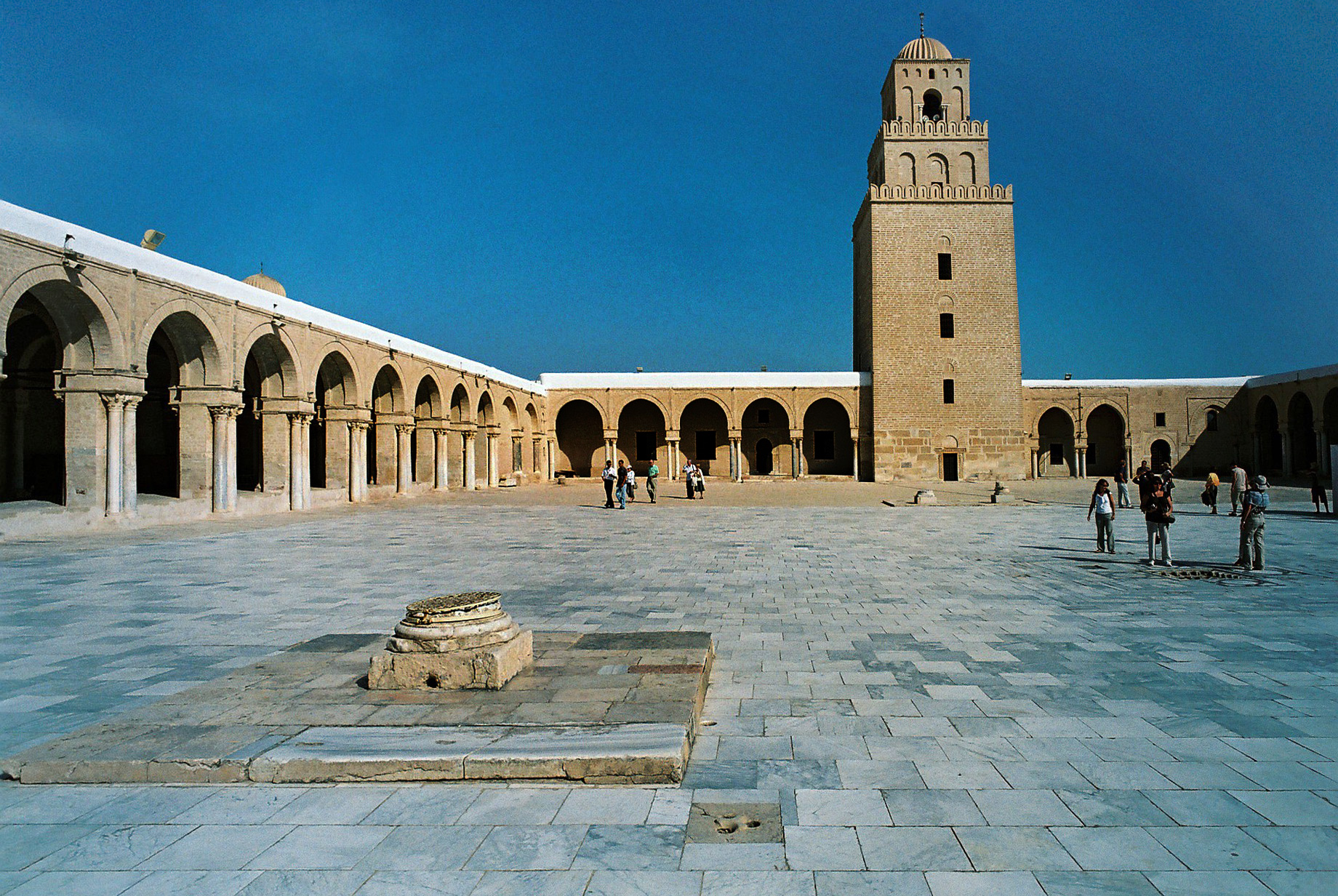
صحن یک مسجد در تونس.

صحن یا حیاط یا میانسرا یکی از اجزای اصلی معماری اسلامی است که در مسجد، مدرسه، کاروانسرا معمولاً به صورت حیاط مرکزی کاربرد داشته. یکی از مهمترین دلایل طراحی صحن، جداسازی مخاطب از فضای بین و ایجاد حس آرامش و سکوت برای ورود به محیط داخلی، بوده‌است. وضوخانه و حوض آب در کنار یا وسط صحن طراحی می‌شدند و معمولاً ارتباط به سرویس بهداشتی از طریق صحن مقدور است. صحن‌ها معمولاً مستطیل یا مربع شکل هستند و دسترسی به شبستان و راه‌پله و اتاق‌های جانبی را مقدور می‌سازند. در معماری اسلامی رواق را در کنار صحن طراحی می‌کنند تا به کمک سایه‌انداز رواق، تأثیر گرما و تابش مستقیم خورشید را برای مخاطبان ساختمان کاهش دهند.
در دوران معاصر مسجدها و مدرسه‌هایی که ساخته می‌شوند به دلیل محدودیت‌های شهری و محدود بودن زمین، از نظر ساختار شباهت کمتری با صحن‌های طراحی شده در دوران صفویه و زندیه دارند معمولاً یا حذف شده‌اند یا به صورت یک حیاط جای ساختمان طراحی می‌شوند.